# NGC 3816
NGC 3816 is een lensvormig sterrenstelsel in het sterrenbeeld Leeuw. Het hemelobject werd op 9 mei 1864 ontdekt door de Duits-Deense astronoom Heinrich Louis d'Arrest.

## Synoniemen
- UGC 6656
- MCG 3-30-46
- ZWG 97.60
- PGC 36292